# Срджан Мияїлович
Срджан Мияїлович (серб. Срђан Мијаиловић, нар. 10 листопада 1993, Пожега) — сербський футболіст, півзахисник клубу «Црвена Звезда» та національної збірної Сербії.

## Клубна кар'єра
Народився 10 листопада 1993 року в Пожезі. Вихованець футбольної школи клубу «Црвена Звезда». Дорослу футбольну кар'єру розпочав 2010 року в основній команді того ж клубу, в якій провів три сезони, взявши участь у 52 матчах чемпіонату. 
Своєю грою за цю команду привернув увагу представників тренерського штабу турецького «Кайсеріспора», до складу якого приєднався 2013 року. Відіграв за команду з Кайсері наступні чотири сезони своєї ігрової кар'єри. Згодом протягом 2017—2020 років грав у Росії, де захищав кольори самарських «Крил Рад».
2020 року повернувся на батьківщину, уклавши контракт з клубом «Чукарички», у складі якого провів наступні два роки своєї кар'єри гравця. Більшість часу, проведеного у складі «Чукаричок», був основним гравцем команди.
До складу клубу «Црвена Звезда» приєднався 2022 року.

## Виступи за збірні
2009 року дебютував у складі юнацької збірної Сербії (U-17), загалом на юнацькому рівні взяв участь у 15 іграх.
Протягом 2013–2014 років залучався до складу молодіжної збірної Сербії. На молодіжному рівні зіграв у 3 офіційних матчах і був учасником молодіжного Євро-2015.
Ще з 2012 року залучався до складу національної збірної Сербії. 2024 року був включений до її заявки для участі у тогорічному чемпіонаті Європи.

## Титули і досягнення
- Чемпіон Сербії (2):

«Црвена Звезда»: 2022-23, 2023-24
- Володар Кубка Сербії (3):

«Црвена Звезда»: 2011-12, 2022-23, 2023-24